# Leles

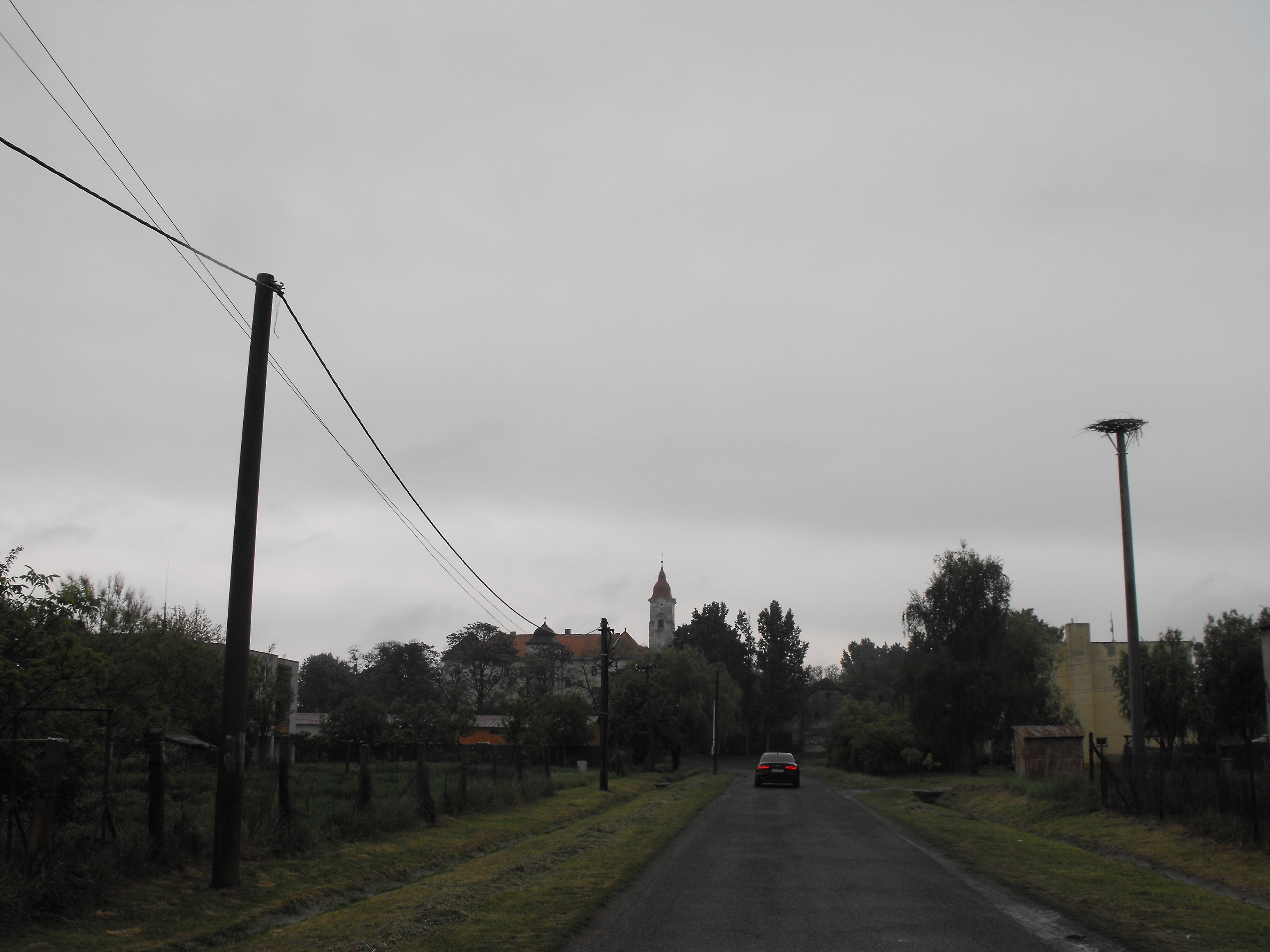
Straße in der slowakischen Gemeinde Leles (Pohľad na kláštor v Lelesi, 2015)

Leles (ungarisch Lelesz) ist eine Gemeinde im Osten der Slowakei, mit 1892 Einwohnern (Stand 31. Dezember 2024), die zum im Okres Trebišov, einem Kreis des Košický kraj gehört.

## Geographie
Die Gemeinde befindet sich im Ostslowakischen Tiefland unweit des Flusses Latorica nahe der ukrainischen Grenze. Das Ortszentrum liegt auf einer Höhe von 112 m n.m. und ist acht Kilometer von Kráľovský Chlmec sowie 13 Kilometer von Veľké Kapušany gelegen.
Verwaltungstechnisch gliedert sich die Gemeinde in den Hauptort Leles sowie den 1941 eingemeindeten Teil Kapoňa (ungarisch Kaponya).
Nachbargemeinde sind Veľké Kapušany im Norden, Kapušianske Kľačany im Nordosten, Bačka im Osten und Südosten, Kráľovský Chlmec im Südwesten, Poľany im Westen und Čičarovce im Nordwesten.

## Geschichte

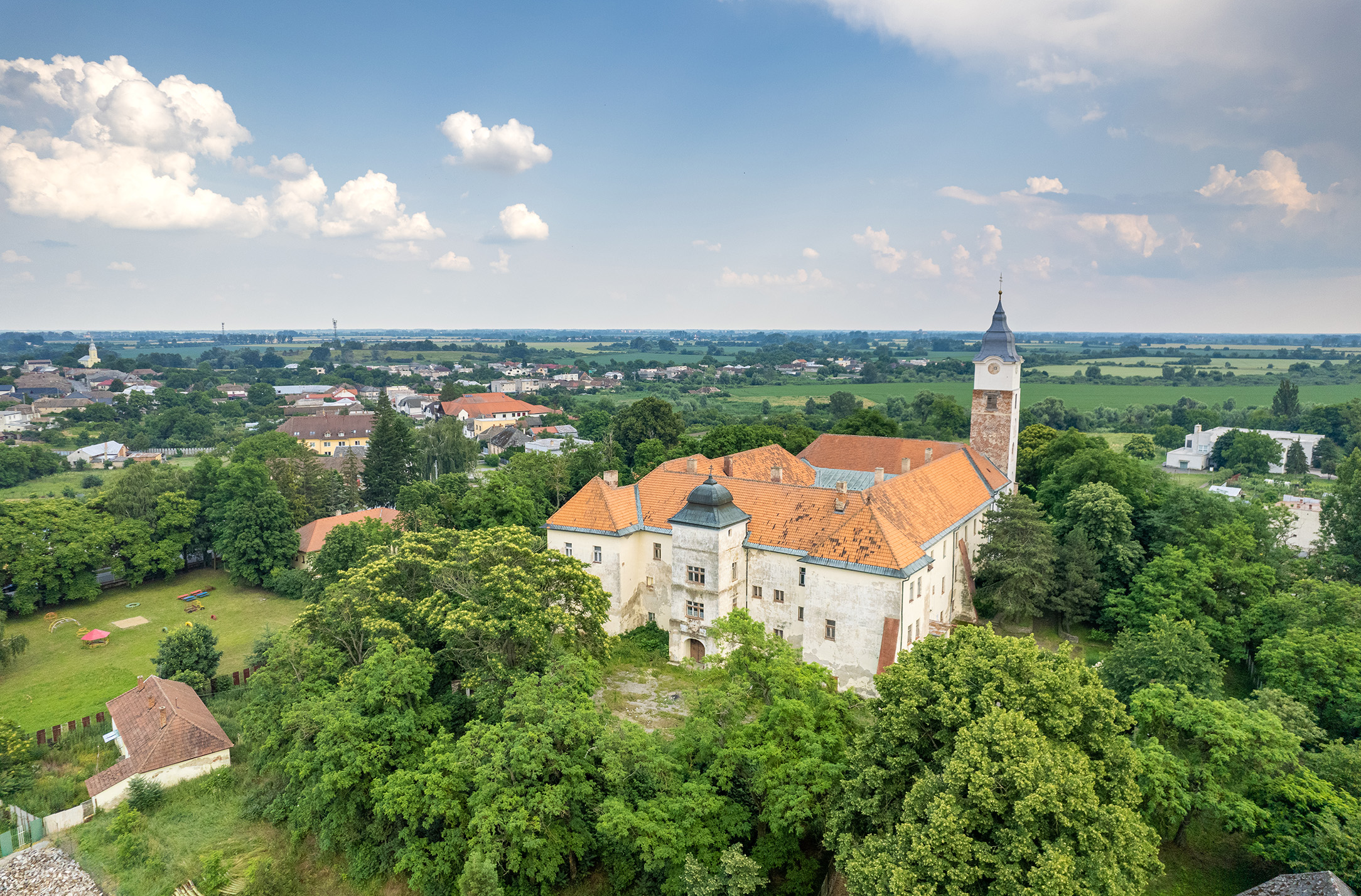
Prämonstratenserkloster Leles

Leles wurde zum ersten Mal 1190 schriftlich erwähnt, als hier ein Prämonstratenser-Kloster entstand. Wohl ab dem 13. Jahrhundert entwickelte sich der Ort als ein Marktflecken. 1828 sind 224 Häuser und 1609 Einwohner verzeichnet.
Bis 1919 gehörte der im Komitat Semplin liegende Ort zum Königreich Ungarn und kam danach zur Tschechoslowakei. Auf Grund des Ersten Wiener Schiedsspruchs lag er 1938–1945 noch einmal in Ungarn.

## Bevölkerung
| Jahr                | 1994 | 2004    | 2014    | 2024    |
| ------------------- | ---- | ------- | ------- | ------- |
| Anzahl der Personen | 1864 | 1898    | 1774    | 1892    |
| Unterschied         |      | +1,82 % | −6,53 % | +6,65 % |

| Jahr                | 2023 | 2024    |
| ------------------- | ---- | ------- |
| Anzahl der Personen | 1897 | 1892    |
| Unterschied         |      | −0,26 % |

Ergebnisse nach der Volkszählung 2001 (1900 Einwohner):
| Nach Ethnie: - 75,47 % Magyaren - 12,53 % Slowaken - 11,42 % Zigeuner - 0,21 % Ukrainer | Nach Konfession: - 78,89 % römisch-katholisch - 7,58 % griechisch-katholisch - 0,95 % konfessionslos - 0,89 % keine Angabe |

## Sehenswürdigkeiten
- Gebäuden des Prämonstratenser-Klosters
- römisch-katholische Kirche aus dem 14. Jahrhundert, ursprünglich im gotischen Stil, heute barockisiert
- gotische St. Gotthard-Brücke aus dem 14. Jahrhundert, 70 Meter lang